# Porovnávací mikroskop

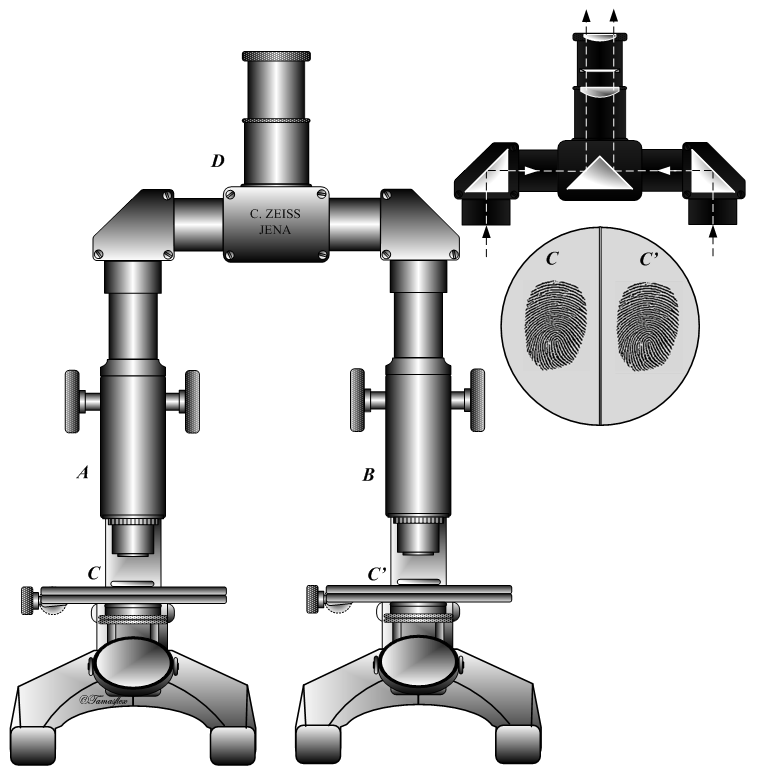
Comparison microscope
A - B - Two identical microscopes
C -C' - Specimens to compare
D - Comparison eyepiece (optical bridge)

Porovnávací mikroskop se používá na rychlé třídění vzorků ve forenzní chemii. Má přibližně čtyřicetinásobné zvětšení. Jedná se v podstatě o dva mikroskopy v jeden spojené můstkem. Při pohledu do porovnávacího mikroskopu pak vidíme najednou dva vzorky. Před začátkem používání počítačového zpracování v daktyloskopii se pomocí porovnávacího mikroskopu porovnávaly i otisky prstů. První porovnávací mikroskop sestrojil Calvin Goddard.